# 秋保郵便局
秋保郵便局（あきうゆうびんきょく）は宮城県仙台市太白区秋保町長袋にある郵便局。民営化前の分類では無集配特定郵便局であった。

## 概要
住所：〒982-0243 宮城県仙台市太白区秋保町長袋字門前29番地

## 沿革
- 1882年（明治15年）12月15日 - 馬場（ばば）郵便局（五等）として開設[1]。
- 1885年（明治18年）10月1日 - 貯金取扱を開始。
- 1890年（明治23年）3月16日 - 秋保郵便局に改称。
- 1996年（明治29年）5月1日 - 為替取扱を開始。
- 1958年（昭和33年）5月31日 - 電話交換事務の取扱を秋保温泉郵便局に移管[2]。
- 1995年（平成7年）4月3日 - 仙台生出郵便局へ郵便の集配業務、貯金・保険の外務を移管。これに伴い、当局を含む旧秋保町の郵便番号が、〒989-33から〒982-02に変更。
- 2007年（平成19年）10月1日 - 民営化。
- 2012年（平成24年）10月1日 - 日本郵便株式会社発足。
- 2024年（令和6年）11月5日 - 窓口昼休み導入（12:00 - 13:00）[3]

## 取扱内容
- 郵便、印紙、ゆうパック、内容証明
- 貯金、為替、振替、振込、国債
- 生命保険、バイク自賠責保険
- ゆうちょ銀行ATM - 通常払込み（振替）対応

## 周辺
- 仙台市太白区役所 秋保総合支所
- 仙台市立秋保小学校
- 仙台市立秋保中学校
- 仙台市秋保体育館

## アクセス
- 宮城交通バス 秋保郵便局前停留所下車
- 東北自動車道 仙台南ICから北西へ約14km
- 国道457号沿い
- 駐車場あり：2台